# San Daniele Po
San Daniele Po ist eine norditalienische Gemeinde (comune) mit 1256 Einwohnern (Stand 31. Dezember 2023) in der Provinz Cremona in der Lombardei. Die Gemeinde liegt etwa 14,5 Kilometer südöstlich von Cremona am nördlichen Ufer des Po und grenzt an die Provinz Parma (Emilia-Romagna).